# Calea ferată Leorda–Dorohoi
Calea ferată Leorda–Dorohoi este una dintre legăturile feroviare între rețeaua națională și municipiul Dorohoi. Aceasta a fost pusă în funcțiune pe 15 decembrie 1888. Face legătura între Dorohoi și Botoșani. Aceasta face legătura cu gara Verești sau gara Iași unde sunt mai multe legături către marile orașe ale țării.